# Platschütz
Platschütz ist ein weilerartiger Ortsteil von Schmölln im Landkreis Altenburger Land in Thüringen. Er gehörte bis zum 31. Dezember 2018 zur Gemeinde Altkirchen.

## Lage
Der Weiler liegt in der Nähe der Kreisstraße 522 bei Gimmel und Trebula. Er befindet sich mit seiner Gemarkung im fruchtbaren Lösshügelland bei Schmölln südwestlich von Altkirchen an einem Zufluss der Blauen Flut.

## Geschichte
Am 24. September 1140 wurde der Weiler erstmals urkundlich erwähnt. Platschütz gehörte zum wettinischen Amt Altenburg, welches ab dem 16. Jahrhundert aufgrund mehrerer Teilungen im Lauf seines Bestehens unter der Hoheit folgender Ernestinischer Herzogtümer stand: Herzogtum Sachsen (1554 bis 1572), Herzogtum Sachsen-Weimar (1572 bis 1603), Herzogtum Sachsen-Altenburg (1603 bis 1672), Herzogtum Sachsen-Gotha-Altenburg (1672 bis 1826). Bei der Neuordnung der Ernestinischen Herzogtümer im Jahr 1826 kam der Ort wiederum zum Herzogtum Sachsen-Altenburg.
Nach der Verwaltungsreform im Herzogtum gehörte Platschütz bezüglich der Verwaltung zum Ostkreis (bis 1900) bzw. zum Landratsamt Ronneburg (ab 1900). Das Dorf gehörte ab 1918 zum Freistaat Sachsen-Altenburg, der 1920 im Land Thüringen aufging. 1922 kam es zum Landkreis Altenburg.
Am 1. Juli 1950 kam Platschütz zu Trebula, bevor die aus drei Orten bestehende Gemeinde Trebula am 25. August 1961 in die Gemeinde Altkirchen eingegliedert wurde. Bei der zweiten Kreisreform in der DDR wurden 1952 die bestehenden Länder aufgelöst und die Landkreise neu zugeschnitten. Somit kam Platschütz als Ortsteil von Trebula mit dem Kreis Schmölln an den Bezirk Leipzig; jener gehörte seit 1990 als Landkreis Schmölln zu Thüringen und ging bei der thüringischen Kreisreform 1994 im Landkreis Altenburger Land auf. 2023 wohnten 24 Einwohner im Weiler. Mit der Eingemeindung der Gemeinde Altkirchen gehört der Weiler seit dem 1. Januar 2019 zur Stadt Schmölln.